# Líná hudba holý neštěstí
Líná hudba, holý neštěstí  je studiové album české rockové skupiny Tři sestry. Vydalo jej v květnu roku 2013 hudební vydavatelství EMI. 
Součástí balení CD nosiče je také kartička VIP klubu Tří sester.

## Seznam skladeb
1. „Baroko“
2. „Líná hudba, holý neštěstí“
3. „Edit Pilaf“
4. „Školka“
5. „Masky sádrový“
6. „Otčenáš“
7. „Desítka“
8. „Das ist ein Salámek“
9. „Saky paky“
10. „Kalhotky ze Lhotky“
11. „Osada havranů“
12. „Poprvé na Sestrách“
13. „Vánoční můra“
14. „Játrový knedlíček“
15. „Dobré ráno“

## Hudba a texty
Hudbu a texty vytvořily Tři sestry.

## Obsazení
- František Moravec (Fanánek) – zpěv
- Tomáš Doležal (ing. Magor)– baskytara
- Veronika Borovková (Supice) – harmonika
- Ronald Seitl (Roland)– kytara
- Zdeněk Petr (Zdenál) – kytara
- Petr Lukeš (Franta Vrána) – bicí
- Martin Roušar (Jaroušek)– saxofon
- František Kacafírek – housle

Hosté
- Ing. Jiří Spurný (banjo): Osada havranů, Dobré ráno
- Pavel Karlík: Dobré ráno (kytara), Osada havranů (steel kytara), Desítka (pravá ruka piána)
- Adam Karlík (hammondky): Masky sádrový